# BLUE FLAME (Alice Nineの曲)
『BLUE FLAME』（ブルー・フレイム）は、2011年6月8日にリリースされたAlice Nineの通算17枚目のシングルである。発売元は徳間ジャパンコミュニケーションズ。

## 解説
- 初回限定盤Aはタイトル曲のMUSIC CLIP、MUSIC CLIP MAKING映像DVD付き。
- 初回限定盤BはMUSIC CLIP (another edition) 映像DVD付き。
- 通常盤のカップリングに収録されている「G3」は、ミニアルバム『祇園盛者の鐘が鳴る』に収録されている「極彩極色極道歌<G3>」のアレンジヴァージョン。
- コナミのアーケードゲーム『GuitarFreaksXG3&DrumManiaXG3』に「Game Ver.」として収録されており、そのバージョンの楽曲は2012年11月21日発売の『GuitarFreaksXG3 & DrumManiaXG3 Original Soundtracks 2nd season』に収録されている。

## 批評
『CDジャーナル』は「切なくも熱のあるサビが胸を熱くさせる『BLUE FLAME』。似たタイプの骨太ハード・ロック曲『残響ホワイトアウト』。メロディの良さが魅力的な彼ららしく、シンプルなバンド・サウンドで良曲を創り上げている。」と批評した。

## 収録曲

### 初回限定盤A/B
1. BLUE FLAME [4:42]
  - 作詞：将／作曲:沙我
2. 残響ホワイトアウト [4:01]
  - 作詞：将／作曲：ヒロト

### 通常盤
1. BLUE FLAME
2. 残響ホワイトアウト
3. G3 [4:43]
  - 作詞：将／作曲：Alice Nine